# Euophrys catherinae
Euophrys catherinae es una especie de araña saltarina del género Euophrys, familia Salticidae. Fue descrita científicamente por Prószyński en 2000.
Habita en Egipto.